# Huzziya II
Huzziya II (... – 1430 a.C. circa) è stato un sovrano ittita.

## Biografia e regno
Asceso al trono ittita dopo la morte di Zidanta II, con il quale la parentela ci è ignota, abbiamo oggi pochissime tracce del suo regno.
Sappiamo invece molto della sua morte: Huzziya, come ci racconta un testo rinvenuto ad Hattuša, fu eliminato in modo cruento in una congiura di Palazzo dal futuro Muwatalli I, il suo Gal Mešedi, il capo delle guardie reali.
Quelli che oggi gli storici ritengono i figli di Huzziya (Kantuzzili ed Himuili), tuttavia, lo vendicarono eliminando qualche anno dopo lo stesso Muwatalli, ultimo sovrano dell'Antico regno ittita.
Dallo scontro armato successivo al regicidio tra Muwa, capo delle Guardie Reali e figlio del re, e Tudhaliya, sostenuto dagli assassini di Muwatalli, uscì vincitore quest'ultimo, presumibilmente nipote proprio di Huzziya (si veda il sigillo imperiale che recita "...Tudhaliya grande re, figlio di Kantuzzili..."), che ascese poi al trono come Tudhaliya I/II, primo sovrano del Nuovo Regno ittita.
Moglie e Regina Regnante di Huzziya II fu la regina Summiri.